# Amiriden

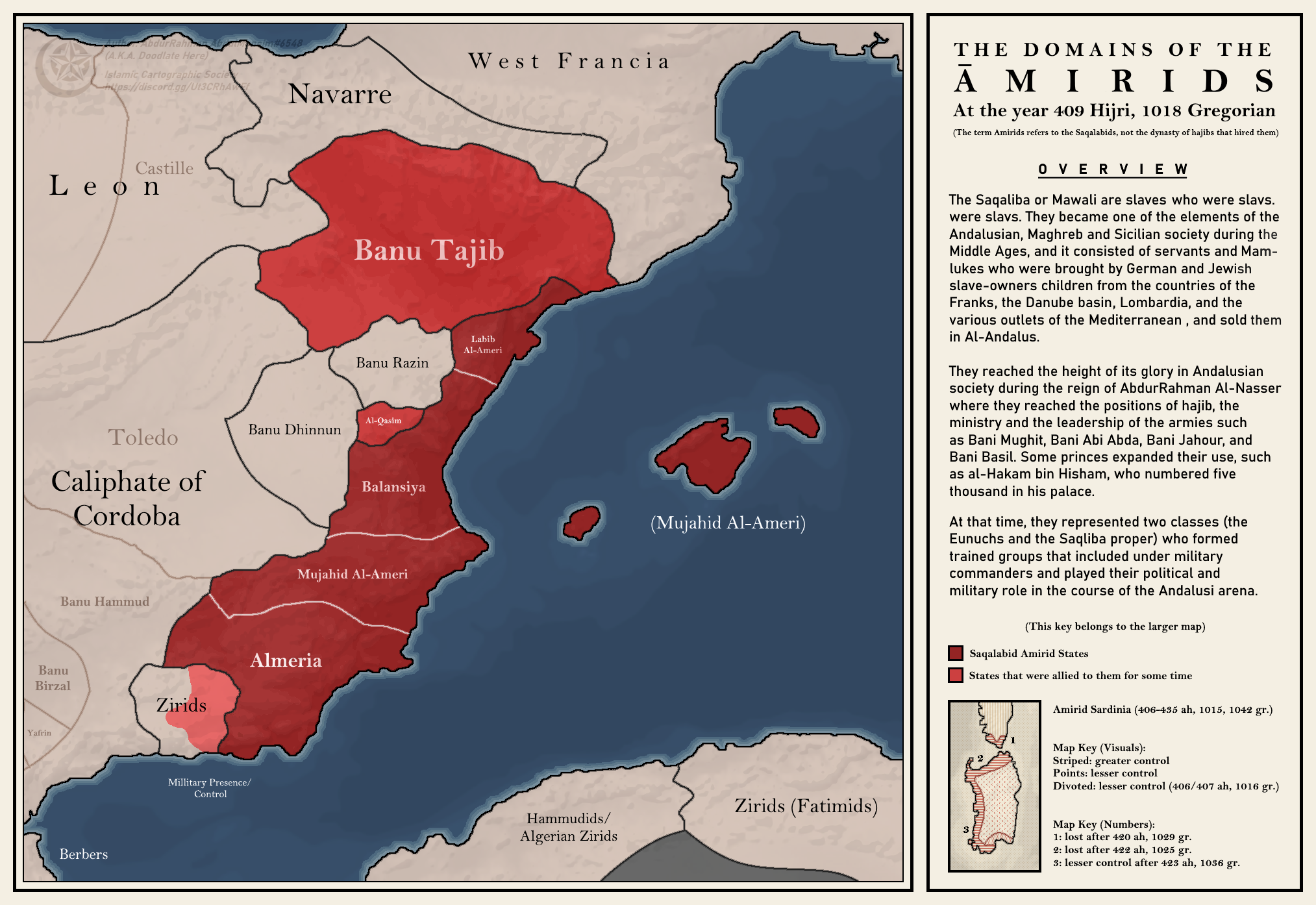
Een kaart met de omvang van de aan Amiriden gelieerde Saqalabid-alliantie in 1018 met Sardijnse en Corsicaanse bezittingen.

De Amiriden (of Banu Amir) waren de afstammelingen van de Saqaliba (Slavische slaven) onder het bewind van Almanzor, de feitelijke machthebber van het Omajjadische Kalifaat van Córdoba van 976 tot 1002. 
Een reeks Amiridische heersers waren de werkelijke machten achter de kalieftroon tijdens het lange bewind van Omajjadische kalief Hisham II.
Vier Amiridische dynastieën werden opgericht tijdens de periode van taifa's (kleine koninkrijken) die volgden op de ineenstorting van het Kalifaat Córdoba: Valencia, Dénia, Almería en Tortosa.

## Heersers
Tijdens het Kalifaat Córdoba waren er drie viziers die de werkelijke macht in handen hadden.
- Almanzor (981–1002)
- Abd al-Malik al-Muzaffar (1002–1008)
- Abd al-Rahman Sanchuelo (1008–1009)